# Mouloudia Sport de Bousalem
Maillots
Mouloudia Sport de Bousalem (arabe : المولدية الرياضية ببوسالم) ou MSB est un club tunisien de volley-ball fondé en 1988 à Bou Salem (gouvernorat de Jendouba) et évoluant en division nationale A.
Il a pris le relais de la section de volley-ball de l'Union sportive de Bousalem. L'équipe a remporté le championnat d'Afrique des clubs champions en 2023 dès sa première participation.

## Histoire
Lancé en 1988 comme club omnisports, le club se spécialise rapidement en volley-ball. Il est à ce titre le seul club du Nord-Ouest tunisien à posséder une section seniors de ce sport et le premier à accéder en division nationale A. Après avoir joué les seconds rôles pendant plusieurs saisons, il se renforce lors de la saison 2014-2015 par l'arrivée de Mohamed Ben Ouhida (formé au Club africain et qui a joué dans plusieurs clubs tunisiens et libyens), de Mourad Touati, qui a évolué dans tous les clubs de la banlieue sud de Tunis, et Mohamed Ben Cheikh. Leur apport aux côtés de celui Larbi Riabi, Jamel Ben Gheriba, Imed Mahmoudi, Marwen Trabelsi et encore Mohamed Guetari permet au club de rejoindre l'élite. Pour cette saison, le club recrute des joueurs expérimentés à l'instar de Mehdi Gara, Néjib Hamzaoui et de trois anciens joueurs de l'Étoile sportive du Sahel, Aymen Gaâliche, Mahmoud Chaouche et Sahbi Ben Farhat.
En 2023, après s'être qualifiés pour le championnat d'Afrique des clubs champions pour la première fois de l'histoire du club, les joueurs remportent la compétition après avoir battu le Zamalek SC (3-2). Après deux sets, ils sont menés (0-2), mais parviennent tout de même à retourner la situation en leur faveur. Le club se qualifie dès lors pour le championnat du monde des clubs de volley-ball en Inde. Le 24 mai, le président de la République Kaïs Saïed et le ministre des Sports Kamel Deguiche reçoivent les membres du club au palais présidentiel de Carthage.

## Palmarès
- Championnat d'Afrique des clubs champions :
  - Vainqueur : 2023
  - Finaliste : 2024
- Championnat de Tunisie (division nationale B) :
  - Vainqueur : 2015
- Coupe de la Fédération :
  - Vainqueur : 2023
  - Finaliste : 2022

## Entraîneurs
Depuis sa création, le club a été entraîné par les personnalités suivantes[source insuffisante] : 
- Mohamed Bahri
- Fayçal Mahmoudi
- Hsan Naghmouchi
- Mongi Touati
- Kamel Bach Tobji
- Mounir Mastouri
- Hichem Sakouhi
- Khaled Mhirsi
- Abdelkader Touati
- Rached Chebbi
- Tarek Ouni
- Med Ali Becheikh
- Ameur Nasraoui
- Amine Basdouri
- Hamid Abdelaoui